# كيم بو را
كيم بو را هي ممثلة كورية جنوبية ولدت في 28 سبتمبر 1995. أشتهرت بسبب دورها في مسلسل قلعة السماء.

## روابط خارجية
كيم بو را على موقع IMDb (الإنجليزية)
- كيم بو را على موقع قاعدة بيانات الفيلم (الإنجليزية)